# 몰도바의 국기

몰도바의 국기

몰도바의 국기는 1990년 4월 27일에 제정되었다. 가로세로 비율은 1:2이다. 파랑, 노랑, 빨강 세 가지 색의 세로 줄무늬 바탕에 몰도바의 국장이 그려져 있다. 제정 당시에는 국기 앞면에만 국장이 그려져 있었지만 2010년에 국기 뒷면 가운데에 좌우가 뒤바뀐 국장이 그려진 형태의 디자인으로 수정되었다.

몰도바의 국기 뒷면 (1990년 ~ 2010년)
몰도바의 국기 뒷면 (2010년 ~ 현재)

## 규격과 색상
몰도바의 국기 규격과 색상은 다음과 같다.

몰도바의 국기 규격

| 색상 | 파랑               | 노랑                | 빨강               | 갈색                 | 초록               |
| ---- | ------------------ | ------------------- | ------------------ | -------------------- | ------------------ |
| RGB  | 0–70–174 (#0046AE) | 255–210–0 (#FFD200) | 204–9–47 (#CC092F) | 176–126–91 (#B07E5B) | 0–122–80 (#007A50) |

## 그 외의 기

몰도바의 대통령기
몰도바 의회 의장의 기
몰도바의 총리기
몰도바의 군기
몰도바 민방위·비상사태부의 기
몰도바 세관의 기
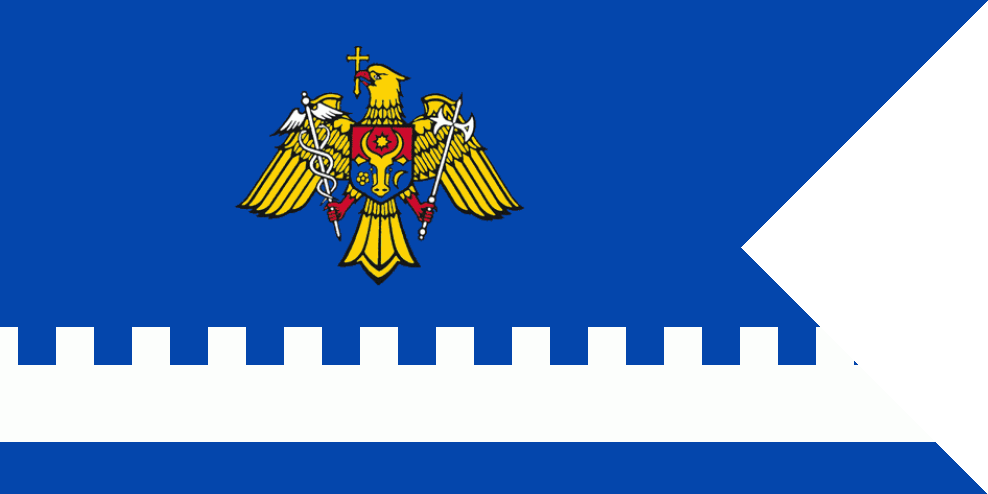
몰도바 관세청의 기
몰도바 국경경비대의 기

## 과거의 기

몰도바 민주공화국의 국기 (1917년-1918년)
몰도바 자치 소비에트 사회주의 공화국의 국기 (1925년-1932년)
몰도바 자치 소비에트 사회주의 공화국의 국기 (1938년-1940년)
몰도바 소비에트 사회주의 공화국의 국기 (1941년-1952년)
몰도바 소비에트 사회주의 공화국의 국기 (1952년-1990년)
몰도바 소비에트 사회주의 공화국의 국기 (1990년)

## 같이 보기
- 몰도바의 국장
- 몰도바 소비에트 사회주의 공화국의 국기
- 트란스니스트리아의 국기